# Leptogenys princeps
Leptogenys princeps é uma espécie de formiga do gênero Leptogenys, pertencente à subfamília Ponerinae.